# Ні Цзань
Ні Цзань (倪瓒, 1301 —1374) — китайський художник-пейзажист часів династії Юань.

## Життєпис
Народився у 1301 році у в містечку Мейлі поблизу міста Усі (провінція Цзянсу). Походив з родини великого землевласника. Його родина також цікавилася літературою, мала велику бібліотеку. Тому з дитинства Ці Цзань отримував знання у різних галузях, особливо цікавився поезією, прозою та живописом. Згодом він побудував власний павільйон на території родинного маєтку, де проводив час за книгами або створюючи малюнку. Він відмовився поступати на державну службу до монгольської династії Юань.
У 1330-х роках уряд імператора Тоґон-Темура у зв'язку з складним економічним становищем впровадив податки на великих землевласників. Щоб уникнути податків Ні Цзань передав свій маєток даоському храму. З початком у 1340-х роках численних селянських повстань Еі Цзань залишає власний дім й тривалий час подорожує річками й озерами між Сучжоу та Сінцзяном. При цьому він намагався не втручатися у політичні справи, уникаючи місцевих правителів. З падінням династії Юань та встановлення династії Мін Ні Цзань вирішує повернутися додому, у 1371 році він переїздить до Усі, де помирає 1374 року.

## Творчість
Ні Цзань працював лише у ландштафтному живописі. Його пейзажі, безлюдні, пустельні і прозорі, можна розглядати як символи піднесеної незалежності від суспільства, і як прагнення до чистого, простого і спокійного світу. Це монохромні зображення самих різних річкових берегів, виконані в ескізній манері, в яких на передньому плані виділяються своїми силуетами дерева на тлі широкого річкового простору.
Найраніший його пейзаж датується 1339 роком, в ньому присутні людські фігурки. У пейзажі від 1343 року «Води і бамбуковий будиночок» людських фігур вже немає, проте він теж відрізняється від типових для пізнішої творчості художника «мінімалістських» пейзажів тим, що в ньому зображені криті соломою будиночки, паркан, міст, є достаток вкритих листям дерев, на всі це чітко змальовані предмети накладене підфарбування. Як випливає з напису, картина була створена для якогось Цзиньдао, який відвідав Ні Цзаня у Сучжоу.
Картина «Шість досконалих» (інший переклад «Шість дерев»), написана у 1345 році, вже у всій повноті демонструє пейзажну формулу, якої Ні Цзань буде дотримуватися в більшості своїх робіт: високий горизонт, яким закінчується широкий річковий простір, верхівки стоять на передньому плані дерев, які недостатньо високі, щоб приховати гори, які видніються вдалині.
Інша картина Ні Цзаня «Далекий потік і холодні сосни» була написана як подарунок товаришу, який виїжджав, щоб поступити на державну службу. У своїх написах Ні вважає, що картина навіює ідею «поклику до самоти», висловлює всю привабливість безтурботного дозвілля, яке настане, коли людина завершить свою службу і піде на спокій.
Шедевром серед всього, що дійшло до нас зі спадщини Ні Цзаня, вважається картина «Майстерня Жунсі», написана у 1372 році.
Крім пейзажів Ні Цзан малював бамбук, старі дерева і каміння. Найвідомішими працями цього жанру є «Осінній вітер і дорогоцінні дерева» (Шанхайський музей) і «Дерево, бамбук і витончений камінь».
Також Ні Цзань є автором есе (тіба) про живопис, в якому подається характеристика художників часів династії Юань, їх особливій манері написання, якості відображення образів на сувоях.

## Пам'ять
У травні 2008 року у м. Усі відкрився меморіальний музей Ні Цзаня, неподалік від могили художника. Там представлені матеріали про життя і творчість художника, а також репродукції його робіт, чиї оригінали знаходяться в музеях Нью-Йорка, Пекіна, Тайбея, Шанхая.